# 아네타 코소

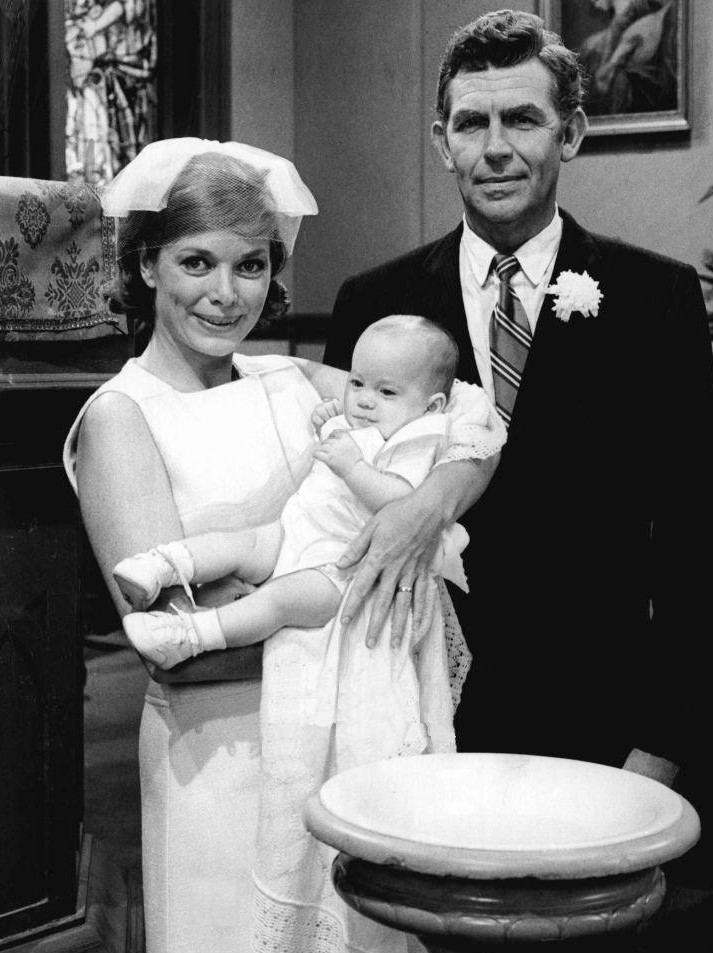

아네타 코소(Aneta Corsaut, 1933년 11월 3일 ~ 1995년 11월 6일)는 미국의 텔레비전 배우, 영화배우, 배우이다.
허친슨에서 태어났다.

## 영화
- 툴박스 머더 (1978년)
- 야망의 계절 (1976년)
- 119 구조대 (1972년)
- 닥터 웰비 (1969년)
- 제12순찰대 (1968년)
- 우리 생애 나날들 (1965년)
- 물방울 (1958년) - 제인 역
- 딜론 보안관 (1955년)